# 中能島欣一
中能島 欣一（なかのしま きんいち、1904年12月16日 - 1984年3月19日）は日本の箏曲家、作曲家。山田流箏曲中能島家の4代目。重要無形文化財保持者に各個認定されている（人間国宝）。

## 来歴・人物
中能島派の初代中能島松声の長男孝太郎（尺八家・搭童）の次男。母は中能島喜久（二代目中能島松雄は初代より早世し、初代没後、家元を預かる。三代目中能島松仙は芸養子）。
東京生まれ。母に箏曲を学ぶ。1914年の母没後、初代丸田島能に琴・三絃を、1916年より杵屋六左栄に長唄を学ぶ。1919年、東京本所高等小学校を卒業した後、三代目中能島松仙に師事し、都一花に一中節を学ぶ。1920年、杵屋勝太郎に師事し、1926年、東洋音楽学校に学ぶ。1928年、松仙没後中能島四世を継ぐ。1930年、山田流箏曲協会理事に就任した。1937年、東京音楽学校邦楽科教授に就任した。1950年、東京芸術大学教授、1954年、芸術祭文部大臣賞受賞、1959年、日本芸術院賞受賞、1961年、日本芸術院会員。1972年、芸大名誉教授に就任した。1973年、山田流箏曲協会会長に就任した。1975年、勲三等旭日中綬章を受章した。芸術院第三部長。1977年、NHK放送文化賞を受賞した。1983年、文化功労者に選定された。1984年、正四位、勲二等に叙せられ、瑞宝章を受賞した。
代表的な作品に『三つの断章』『さらし幻想曲』など。生涯を通じ楽曲構造のマンネリ化した古典箏曲の改革を試み、西洋音楽に強く感化された現代邦楽の作曲家として優れた作品を多く残した。評論家の山根銀二は、「邦楽には絶えざる進歩が必要で、それを目指す仕事も今日では数多くなりましたが、中能島さんの業績はそのなかの最もすぐれたもの」と称え、また彼の作品集の発売を、「邦楽だけでなく広く日本の音楽界全体の歴史的事件」とその意義を強調した（『中能島欣一作品集』解説書、昭和39年・ビクター・SJ-30081 - 3）。作曲だけでなく古典曲の演奏においても一つの規範として評価されるなど、生前は箏曲界を大きく代表した。欣一が東京芸術大学で箏演奏を指導した人々には鳥居名美野や西潟昭子、亀山香能、川村京子などがいる。

## 作品
- 1922年（大正11年） 黄昏（十八歳）
- 1924年（大正13年） 受難
- 1925年（大正14年） 陽炎の踊り
- 1926年（大正15年） 即興曲（野狐）
- 1927年（昭和2年） 海辺曲、ひぐらし
- 1928年（昭和3年） 流星、哀悼曲、彩雲舞、行く秋
- 1929年（昭和4年） 野路の梅、初夏の印象、つばめ
- 1930年（昭和5年） 秋の歌、風
- 1931年（昭和6年） きりぎりす
- 1932年（昭和7年）  練習曲、よろこび
- 1933年（昭和8年） 初編練習曲集
- 1934年（昭和9年） 島小船
- 1935年（昭和10年） 練習曲二十五・二十六、春の歌、雨の詩、花三題、落葉
- 1936年（昭和11年） あけぼの、姫松変奏曲、三弦協奏曲第一番
- 1937年（昭和12年） 聖戦賛歌、三弦練習曲
- 1938年（昭和13年） 「千鳥曲によれる三弦協奏曲」（三絃、オークラウロ）このうち2楽章を独立させたものが「千鳥の曲を主題とせる三絃曲」である。
- 1939年（昭和14年） 八幡船、箏・三弦・オークラロの為の小組曲、雨後
- 1940年（昭和15年） 紫式部、羽衣によせて
- 1941年（昭和16年） 盤渉調
- 1942年（昭和17年） 三つの断章、成長
- 1943年（昭和18年） さらし幻想曲、金魚、汗、秋静か、小舞曲
- 1944年（昭和19年） 勲の家、百人一首
- 1945年（昭和20年） 日本風土記（一）
- 1949年（昭和24年） 新潮、箏・フルート・チェロのための合奏曲、キリストに関する3部曲
- 1953年（昭和28年） 胡蝶
- 1954年（昭和29年） 日本打楽器のための習作
- 1955年（昭和30年） 千代田の海、杜若、斑鳩宮、ヴィーナーに寄せて、琉球旋法によれる
- 1956年（昭和31年） 二人浦島、睡蓮、向日葵、王昭君、箏と三弦のための組曲、早春
- 1957年（昭和32年） 三弦四重奏曲、鈴慕くずし、影絵、春告鳥、雲
- 1958年（昭和33年） 神仙調、窓
- 1959年（昭和34年） 甘露の法雨（「生長の家」立教三十周年記念祝典曲）、浅草ばなし、日本風土記（二）
- 1960年（昭和35年） さらしによる合奏曲、皇孫誕生、祝典曲、誓いの帯、花吹雪、三弦・箏・フルートの為の作品、富士三景、箏二面による独奏曲
- 1961年（昭和36年） 日本のザヴィエル、冬、めくり暦、土
- 1962年（昭和37年） 法隆寺、三弦・箏・尺八の為の二章、草原
- 1963年（昭和38年） 隅田の流れ、夢殿絵巻序曲、修学院物語、天地栄光、紙